# Hemaris
Hemaris — рід лускокрилих комах родини бражникових (Sphingidae).

## Загальна характеристика
Розмах крил близько 40 мм. Представники роду за зовнішнім виглядом нагадують джмелів. При виході з лялечки крила метеликів покриті лускатим нальотом, який зникає під час першого польоту. Лускатий покрив на крилах зберігається у вигляді облямівки по зовнішньому краю, інша частина крил прозора. Черевце зверху пухнасте, на кінці з коротким пучком волосоподібних лусочок. Вусики веретеноподібні. Метелики активні вдень у сонячну погоду. Характеризуються стрімким польотом, перелітають ривками від квітки до квітки. П'ють нектар не сідаючи на квітки, а зависають біля них в повітрі.

## Спосіб життя
Гусениці живляться в основному трав'янистими рослинами і чагарниками родини жимолостеві (Caprifoliaceae). Заляльковування відбувається на землі у твердому шовковому коконі. Лялечка досить активна.

## Класифікація
Рід містить 17 видів В Європі зустрічається три види:
- Hemaris affinis Bremer, 1861
- Hemaris aksana (Le Cerf, 1923)
- Hemaris alaiana (Rothschild & Jordan, 1903)
- Hemaris beresowskii Alpheraky, 1897
- Бражник хорватський (Hemaris croatica) (Esper, 1800)
- Hemaris dentata (Staudinger, 1887)
- Hemaris diffinis (Boisduval, 1836)
- Hemaris ducalis (Staudinger, 1887)
- Бражник жимолостевий (Hemaris fuciformis) (Linnaeus, 1758)
- Hemaris galunae Eitschberger, Müller & Kravchenko, 2005
- Hemaris gracilis (Grote & Robinson, 1865)
- Hemaris molli Eitschberger, Müller & Kravchenko, 2005
- Hemaris ottonis (Rothschild & Jordan, 1903)
- Hemaris radians (Walker, 1856)
- Hemaris rubra Hampson, [1893]
- Hemaris saldaitisi Eitschberger, Danner & Surholt, 1998
- Hemaris saundersii (Walker, 1856)
- Hemaris senta (Strecker, 1878)
- Hemaris staudingeri Leech, 1890
- Hemaris syra (Daniel, 1939)
- Hemaris thetis Boisduval, 1855
- Hemaris thysbe (Fabricius, 1775)
- Бражник скабіозовий (Hemaris tityus) (Linnaeus, 1758)
- Hemaris venata (Felder, 1861)

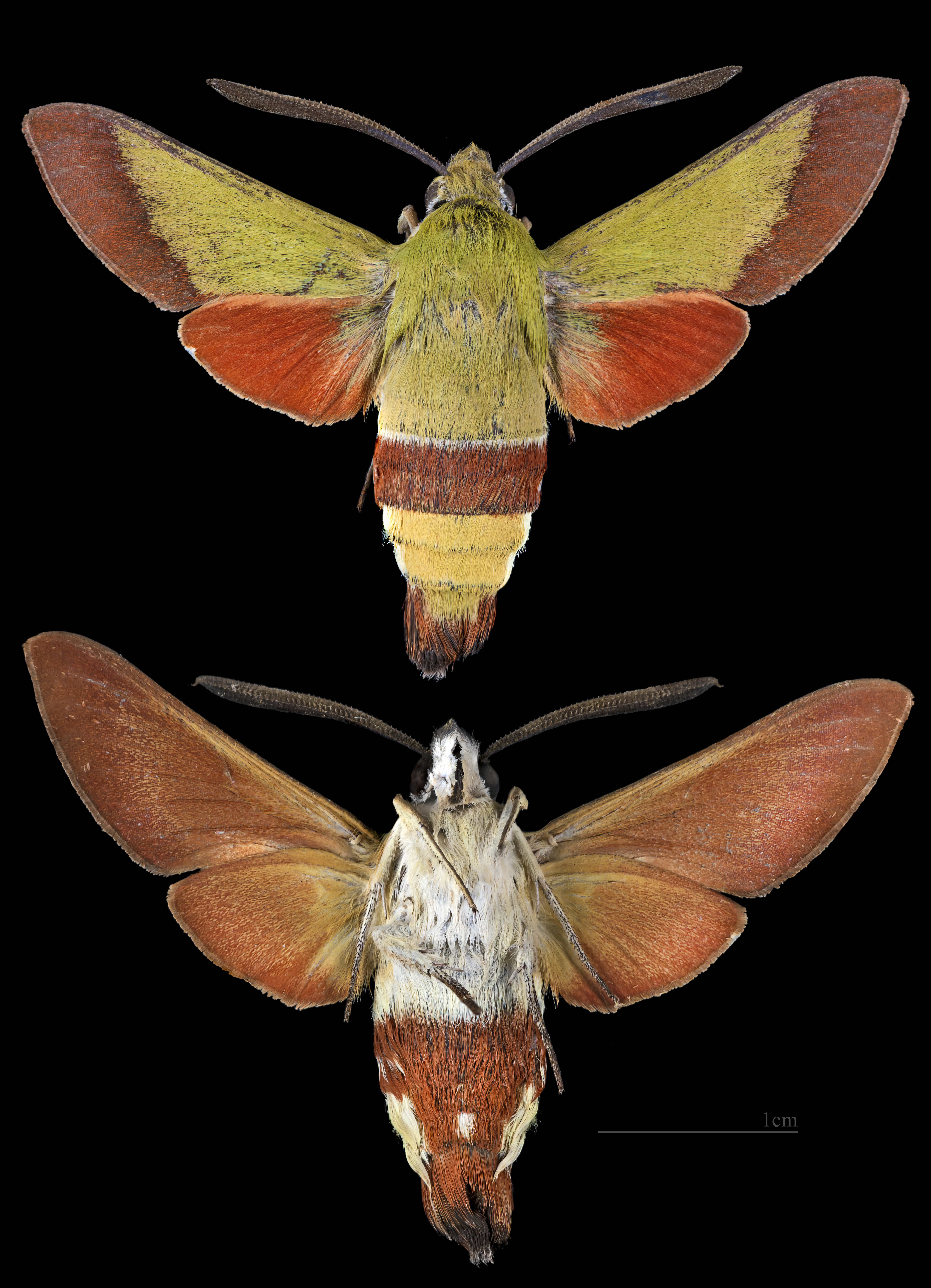
Hemaris croatica
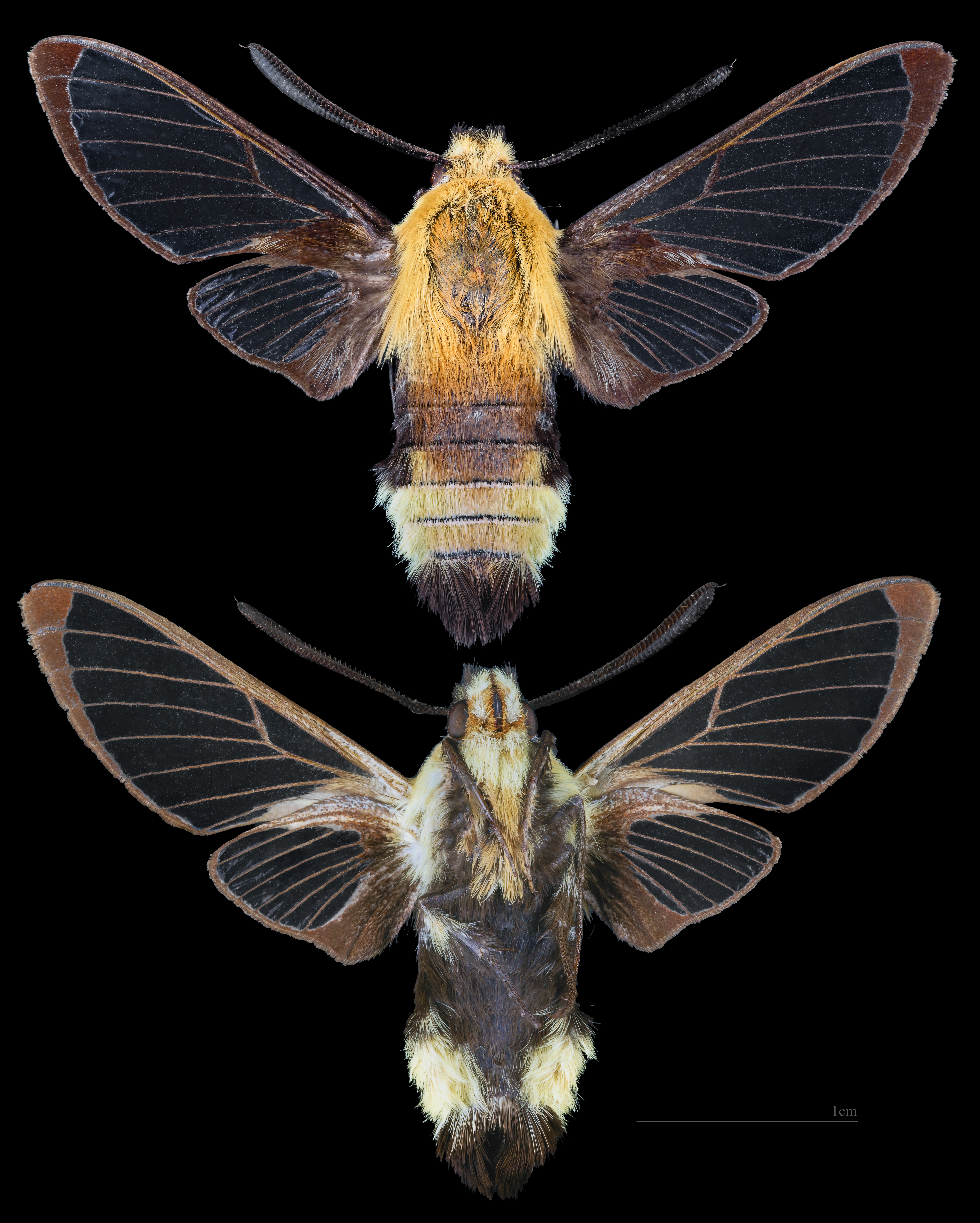
Hemaris diffinis
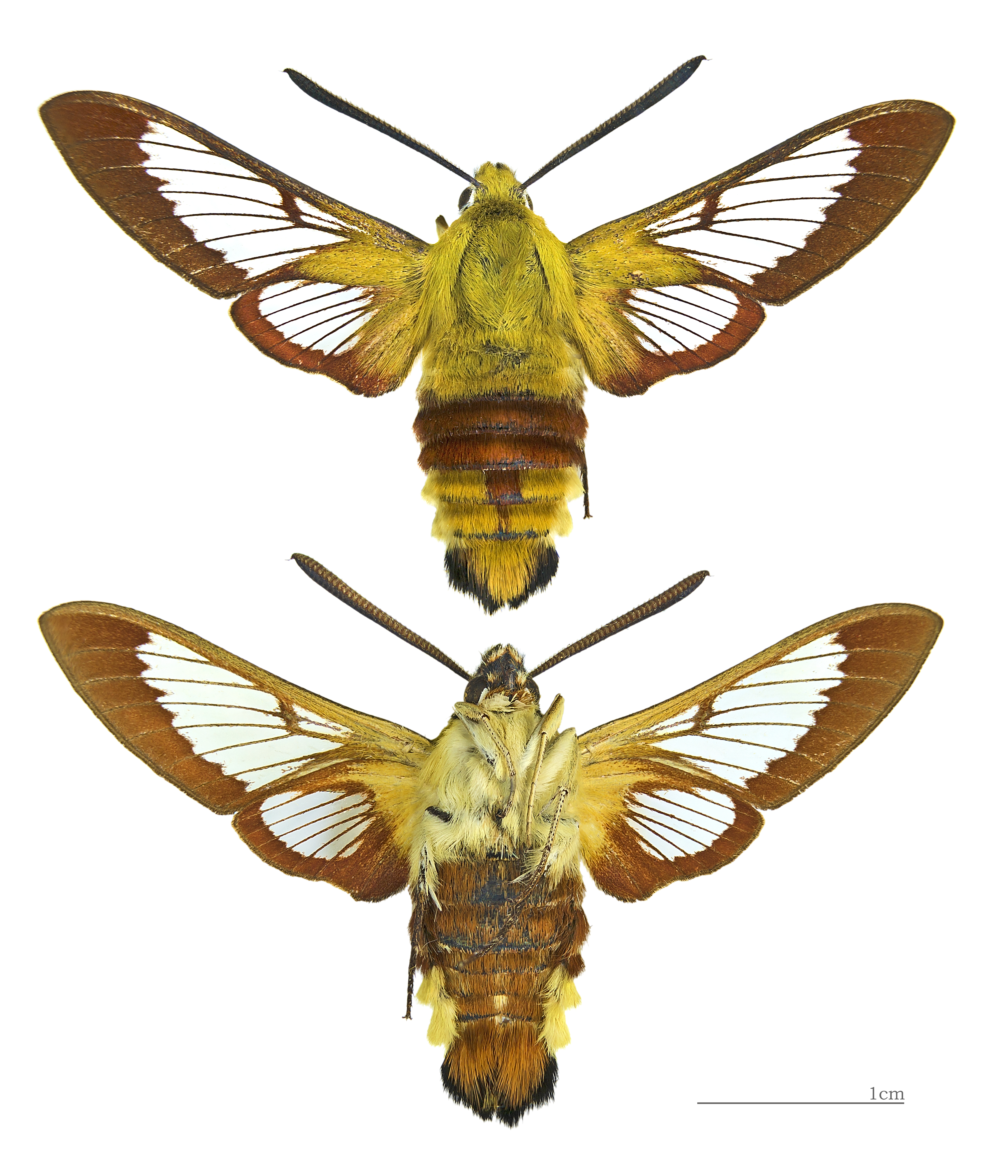
Hemaris fuciformis
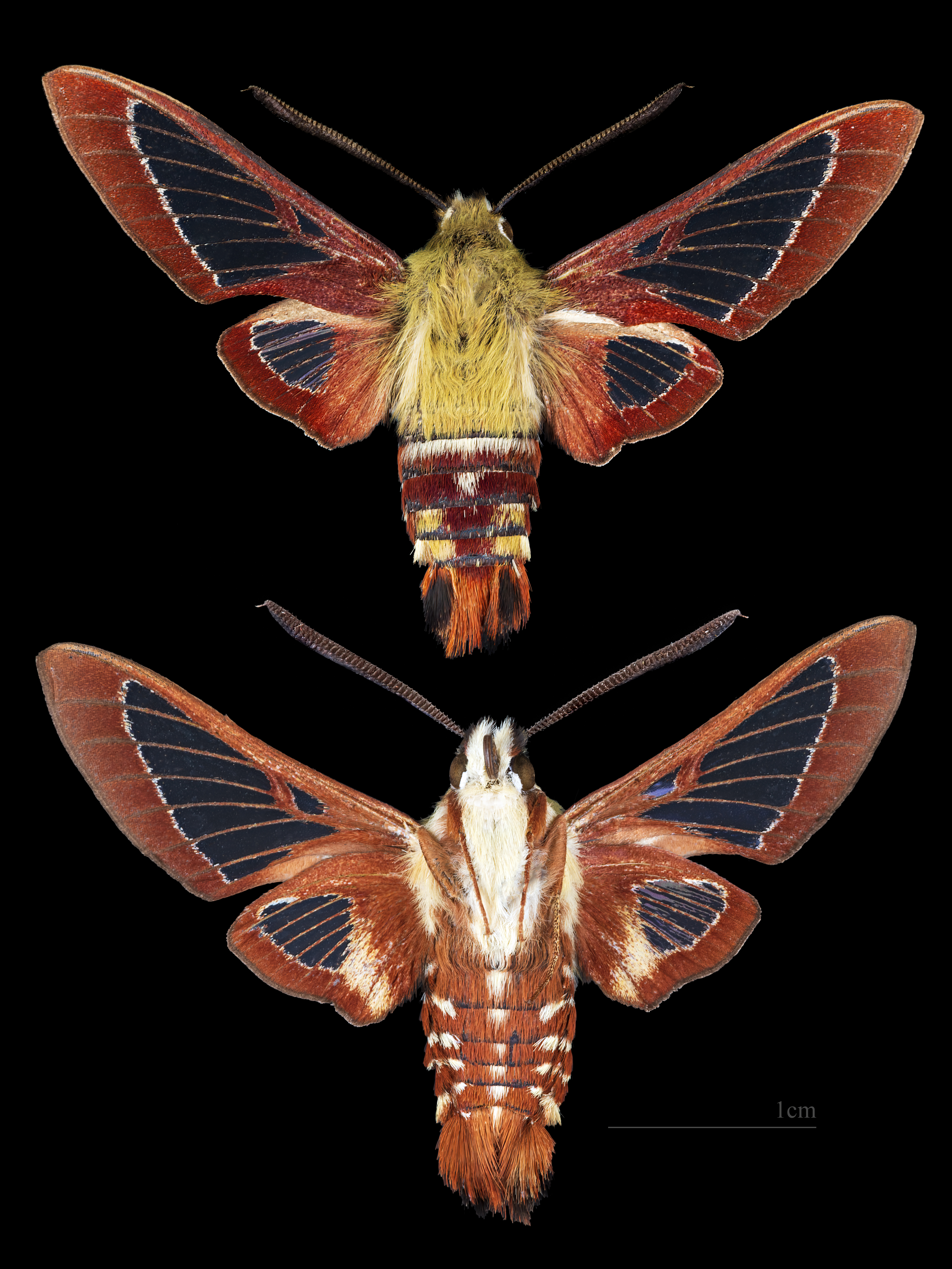
Hemaris gracilis
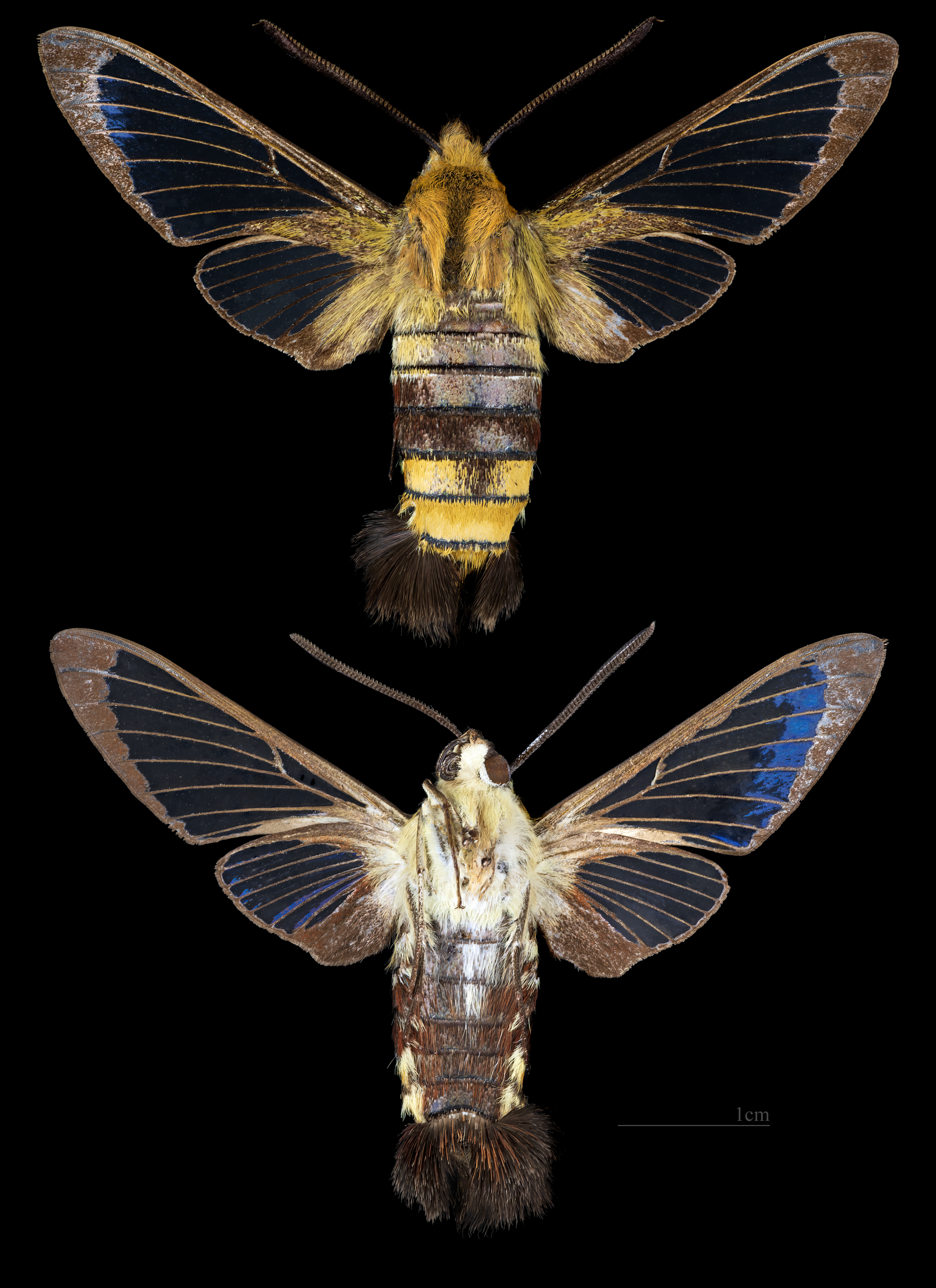
Hemaris saundersii
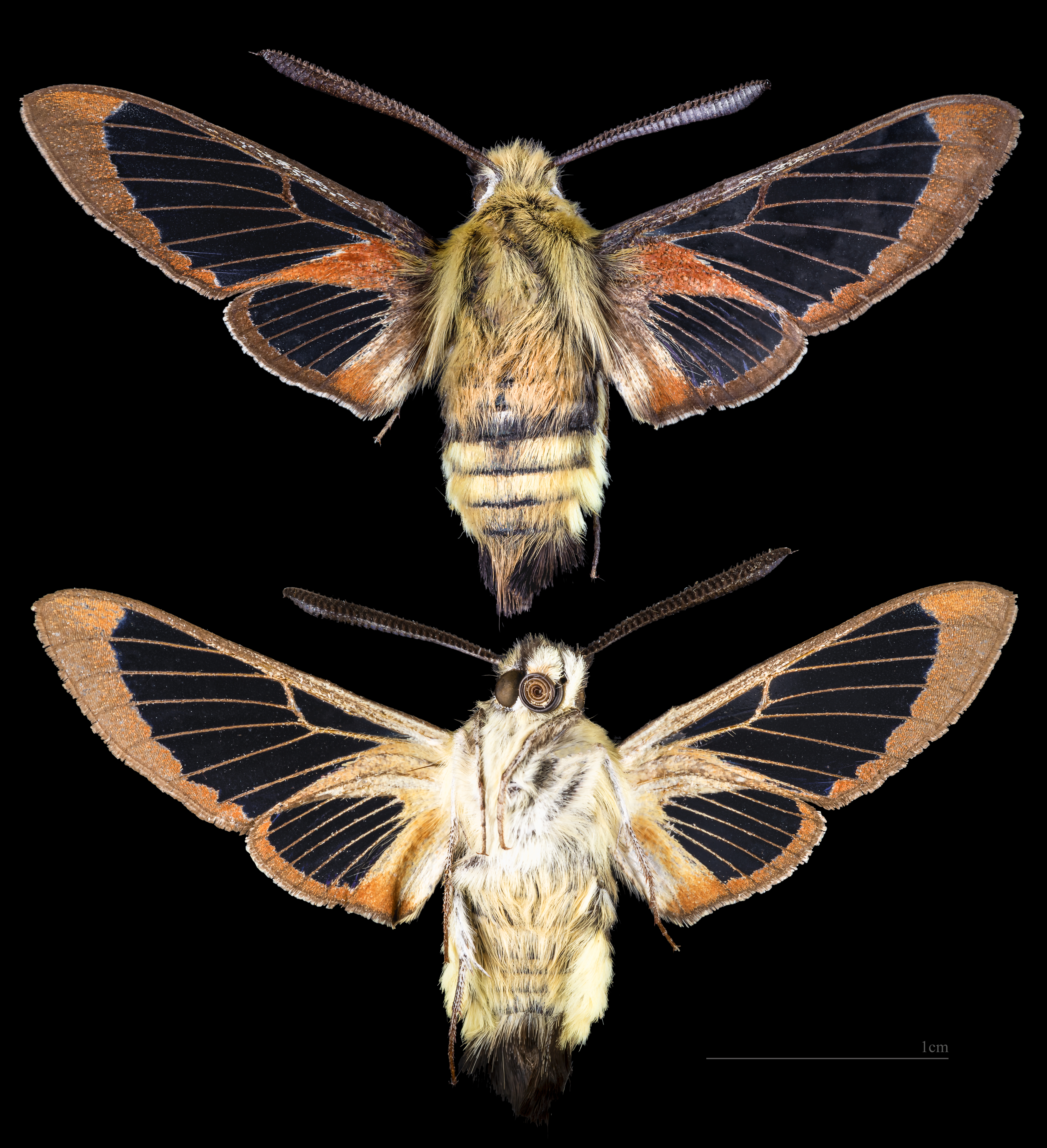
Hemaris thetis
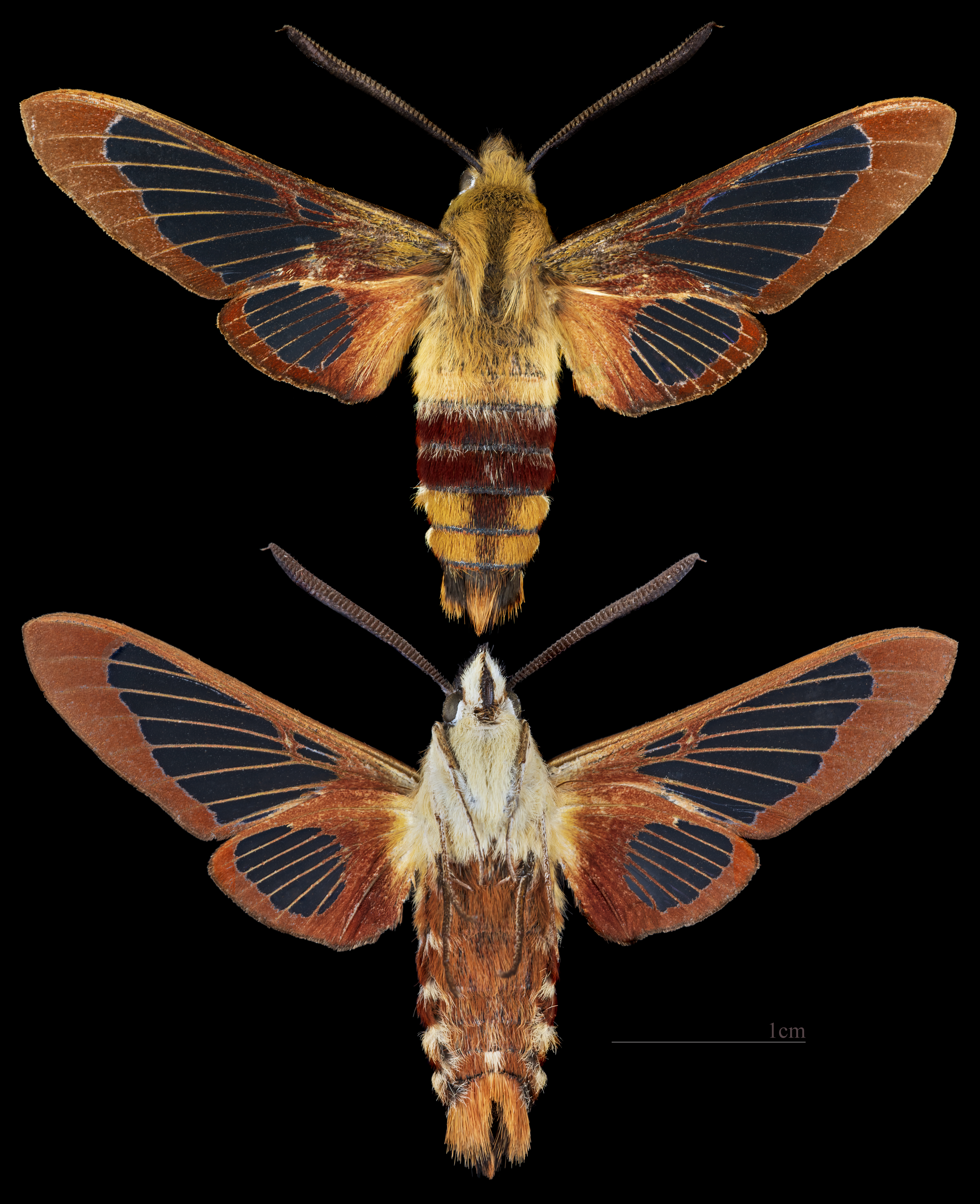
Hemaris thysbe
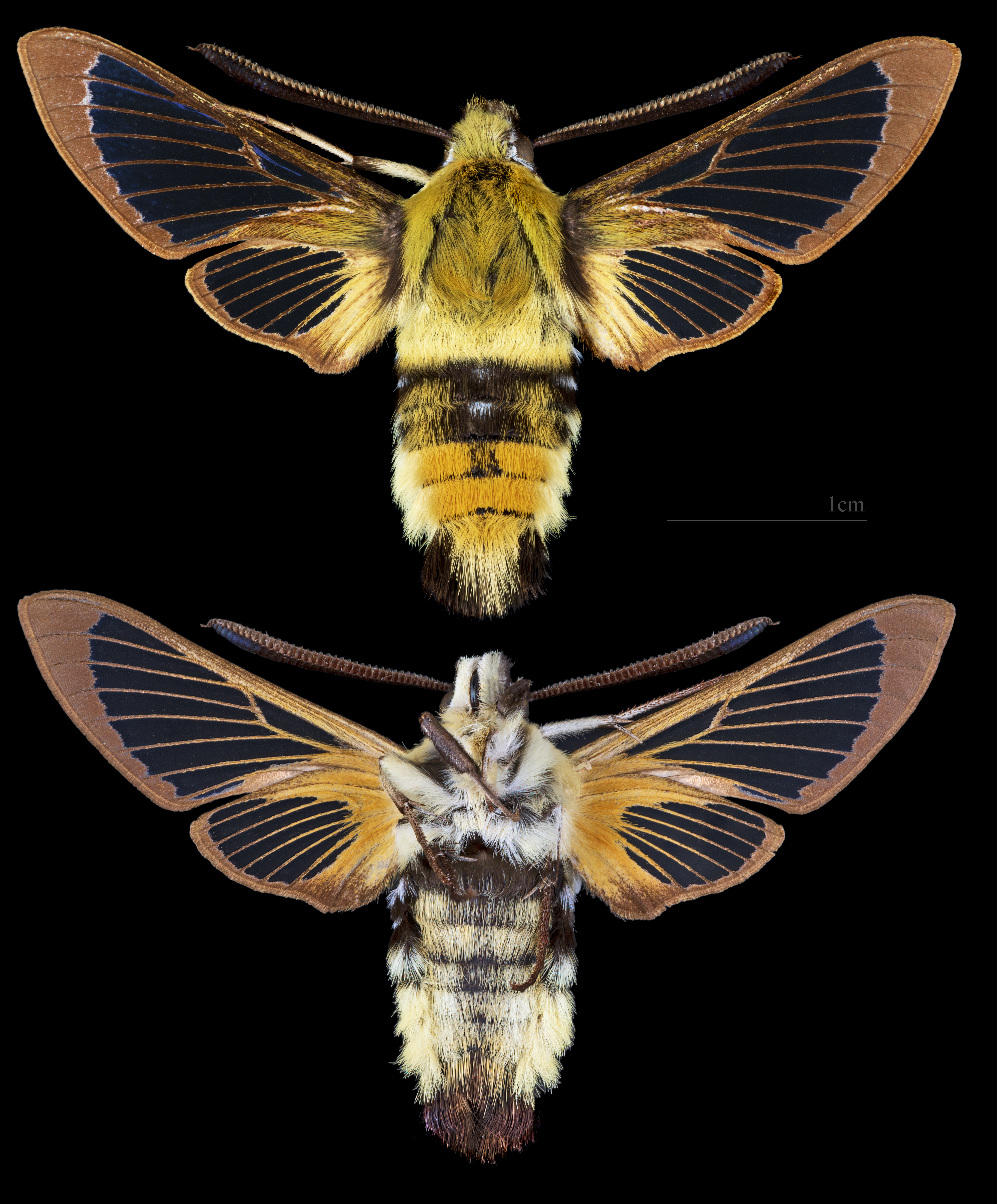
Hemaris tityus

## Галерея

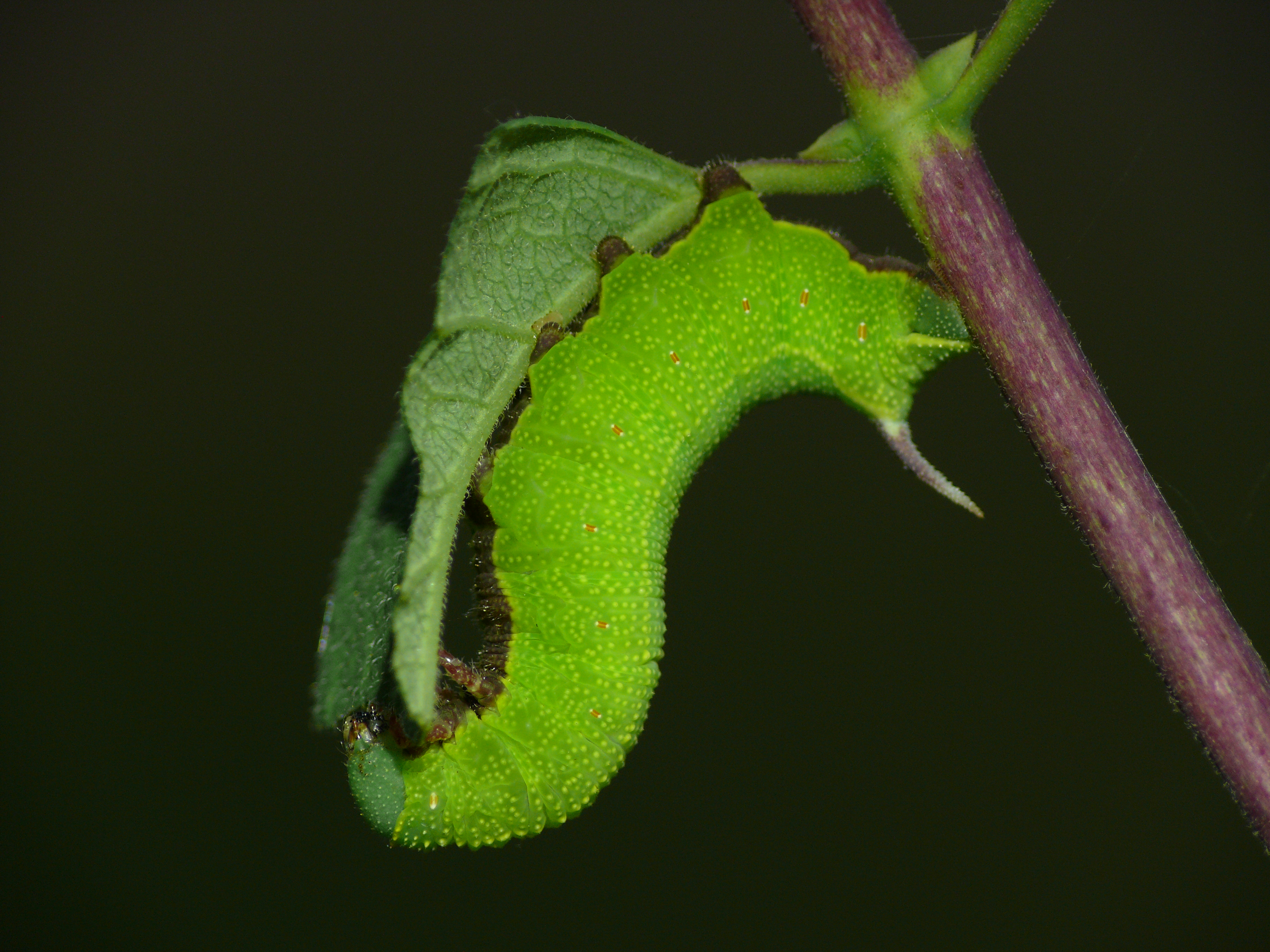
Гусениця Hemaris fuciformis
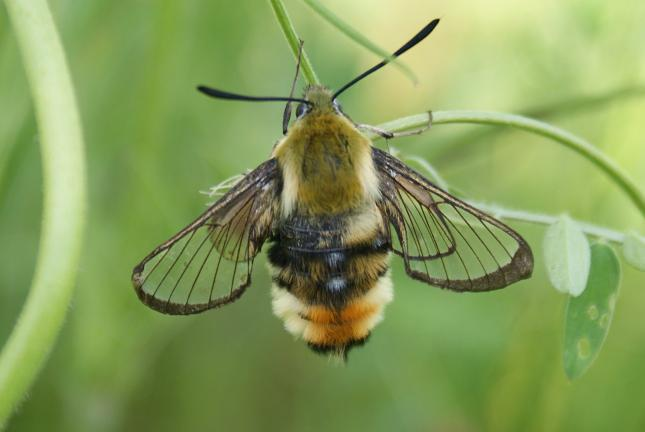
Hemaris tityus